# 드루 매킨타이어
드류 매킨타이어(Drew McIntyre, 1985년 6월 6일 ~ , 본명: 드류 갤로웨이, Drew Galloway)는 스코틀랜드의 남자 프로레슬링선수다. 2001년 프로레슬링 입문했고 피니쉬는 이고 트립(스쿱 리프트 스푼 아웃 사이드 슬램), 지-스팟 파일드라이버(스파이크 파일드라이버), 디 무브(크래들 닐링 리버스 파일드라이버), 스콧 드롭(리버스 STO), 퓨쳐 쇼크(더블 언더훅 DDT), 클레이모어(런닝 싱글 레그 드롭킥), 아이언 메이든(치킨윙 오버 더 숄더 크로스페이스)으로 사용을 한다.
인터콘티넨탈 챔피언까지 등극한 경력이 있으나 그의 사생활적인 문제가 드러나서 최근에는 WWE의 하부단체 경기(슈퍼스타즈)에서만 활동하고 있다. 하지만 2012년 말부터는 징계 수위가 감소됐는지 3MB라는 밴드 스타일 태그팀으로 간간히 모습을 들어내고 있다. 키는 198cm 몸무게는 115kg이고, 2014년 WWE에서 방출당한 이후는 이볼브와 ICW 등 각종 인디단체 활동을 하면서 2015년 2월 20일부터 2017년 2월 27일까지 2년간 TNA에서의 활동을 병행한다. 2020년 로얄 럼블에서 우승했고 레슬매니아 36에서 브록 레스너를 이기고 생에 첫 WWE 챔피언이 되었다.

## 수상
- BCW 헤비웨이트 챔피언 2회
- IWW 인터내셔널 헤비웨이트 챔피언 1회
- ICW 월드 헤비웨이트 챔피언 2회
- FCW 플로리다 헤비웨이트 챔피언 1회
- FCW 플로리다 태그팀 챔피언 2회 - 스튜 샌더스
- WWE NXT 챔피언 1회
- WWE 챔피언 2회
- WWE 월드 헤비웨이트 챔피언 (신 버전) 1회
- WWE 인터콘티넨탈 챔피언 1회
- WWE RAW 태그팀 챔피언 2회 – 코디 로즈 (1회), 돌프 지글러 (1회)
- 2020년 WWE 로얄 럼블 우승자
- 2024년 WWE 머니 인 더 뱅크 우승자
- 31대 WWE 트리플 크라운
- 이볼브 챔피언 1회
- 이볼브 태그팀 챔피언 2회 - 자니 가르가노 (1회), 더스틴 (1회)
- 오픈 더 프리덤 게이트 챔피언 1회
- DPW 헤비웨이트 챔피언 1회
- OCW 월드 헤비웨이트 챔피언 1회
- 스코티쉬 헤비웨이트 챔피언 1회
- 유로피언 헤비웨이트 챔피언 1회
- TNA 월드 헤비웨이트 챔피언 1회
- 임팩트 그랜드 챔피언 1회
- WCPW 월드 챔피언 1회